# Бездротові мережі ad hoc
Бездротові мережі ad hoc  (WANET, бездротові самоорганізовані мережі, бездротові динамічні мережі) — різновид децентралізованих бездротових мереж. Отримали назву ad hoc (самоорганізовані) через те, що не вимагають заздалегідь створеної інфраструктури (на відміну від, наприклад, безпровідних мереж чи точок доступу, що потребують наявності налаштованих маршрутизаторів у керованих безпровідних мережах). Замість цього кожен вузол мережі ad hoc бере участь в маршрутизації, пересилаючи дані через інші вузли. Таким чином визначення, які вузли здійснюють передачу даних, відбуваєтеся динамічно на основі архітектури з’єднань мережі.
На додаток до класичної маршрутизації мережі ad hoc можуть використовувати потоковий алгоритм (Flooding)  для передачі даних.
Самоорганізованими мережами ad hoc зазвичай називають будь-які мережі, в яких всі пристрої мають однаковий статус у мережі і можуть вільно спілкуватися з будь-яким іншим пристроєм мережі ad hoc в зоні своєї видимості. Під мережами ad hoc часто мають на увазі реалізацію стандарту роботи звичайних бездротових мереж IEEE 802.11.
Першими самоорганізованими мережами були "packet radio" (PRNETs), що існували в 1970-их, спонсором створення яких була агенція DARPA. Потім цей проект отримав назву ALOHAnet.

## Застосування
Децентралізована природа безпровідних мереж ad hoc робить їх корисними для широкої сфери застосувань, де центральні вузли можуть бути не надійними і така архітектура може покращити масштабованість мережі порівняно з керованими безпровідними мережами, оскільки теоретичного  і практичного обмеження загальної ємності таких мереж виявлено не було.
Мінімальні потреби в конфігурації і швидке розгортування робить мережі ad hoc придатними для використання в екстрених умовах, таких як стихійні лиха чи військові конфлікти. Наявність динамічних і адаптивних протоколів маршрутизації дає змогу швидко організовувати однорангові мережі. 
Безпровідні мережі ad hoc в свою чергу можна класифікувати відповідно до сфери їхнього застосування:
- мобільні мережі ad hoc (MANET)

## Технічні особливості
Всі мережі ad hoc побудовані з множини “вузлів”, між якими існують “зв'язки”.
Зв'язки залежать від ресурсів вузла (таких як потужність передавача, обчислювана потужність і обсяг пам'яті) і властивостей роботи (наприклад, надійності), а також від властивостей зв'язку (таких як дальність сигналу і втрати сигналу, перешкод і шуму). Оскільки зв'язки можуть відключитися чи підключатися в будь-який момент часу, мережа повинна мати змогу працювати в умовах динамічної реструктуризації так, щоб це відбувалося своєчасно, ефективно, надійно, гнучко і з можливістю масштабування.
Мережа повинна дозволяти спілкуватися будь-яким двом вузлам, передаючи сигнал через інші вузли. В такому випадку “маршрут” буде являти собою послідовність “зв'язків”, які сполучають два вузли. Звичайні методи маршрутизації використовують один або два шляхи між будь-якими двома вузлами; потокові методи використовують всі або більшість з доступних шляхів.

### Технології, які використовуються при побудові бездротових самоорганізованих мереж
- Bluetooth (IEEE 802.15.1)
- WiFi (IEEE 802.11)
- ZigBee (IEEE 802.15.4)
- ONE-NET
- Wideband Networking Waveform